# Генерація
Генерація або ґенерація — покоління, що представлене більш чи менш одноманітними особинами, які змінюються наступним поколінням, яке при диференціації життєвого циклу може істотно відрізнятися від попереднього. 
Наприклад у тварин: при чергуванні поколінь (гетерогонії, метагенезі) у Попелиці (Aphidoidea), галиць (Cecidomyiidae) та деяких інших комах.